# Puig d’Arques

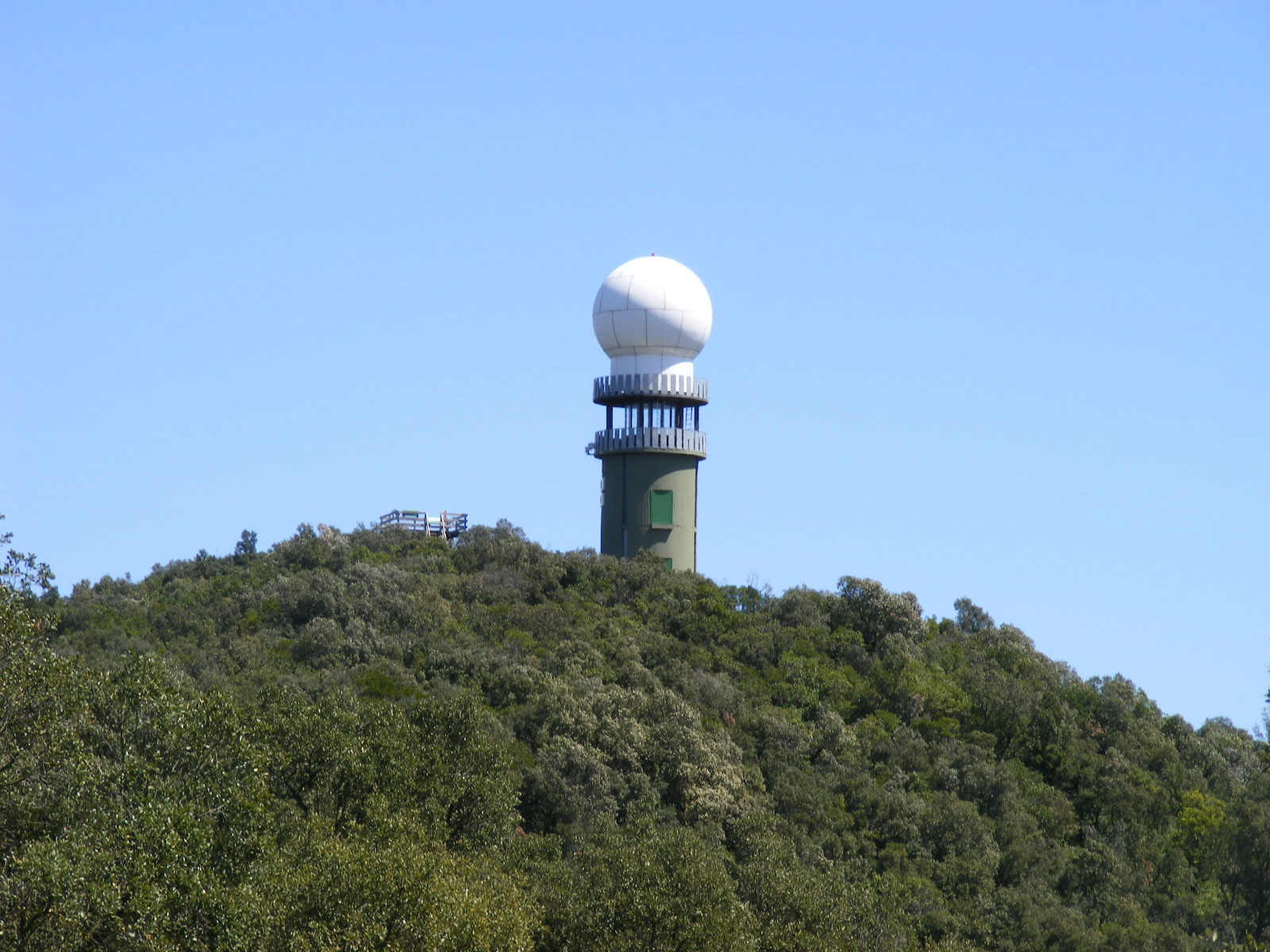
Gipfel des Puig d’Arques

Der Puig d’Arques ist ein Berg im Massís de les Gavarres in Katalonien.
Der 532,2 Meter hohe Berg liegt zwischen Cruïlles, Romanyà de la Selva und Sant Sadurní de l’Heura in der Comarca Baix Empordà.
Auf dem Gipfel befindet sich eine Wetterradarstation ⊙. 2012 wurde daneben ein Aussichtsturm ⊙ errichtet, der einen weiten Blick auf die Küste der Costa Brava und das Küstengebirge (Massís de Cadiretes), die Pyrenäen und den benachbarten Puig de la Gavarra (532 Meter), den höchsten Berg des Massís de les Gavarres, erlaubt.
Wenige Meter unterhalb des Gipfels befindet sich der Dolmen vom Puig d’Arques ⊙, ein steinzeitliches Steingrab.

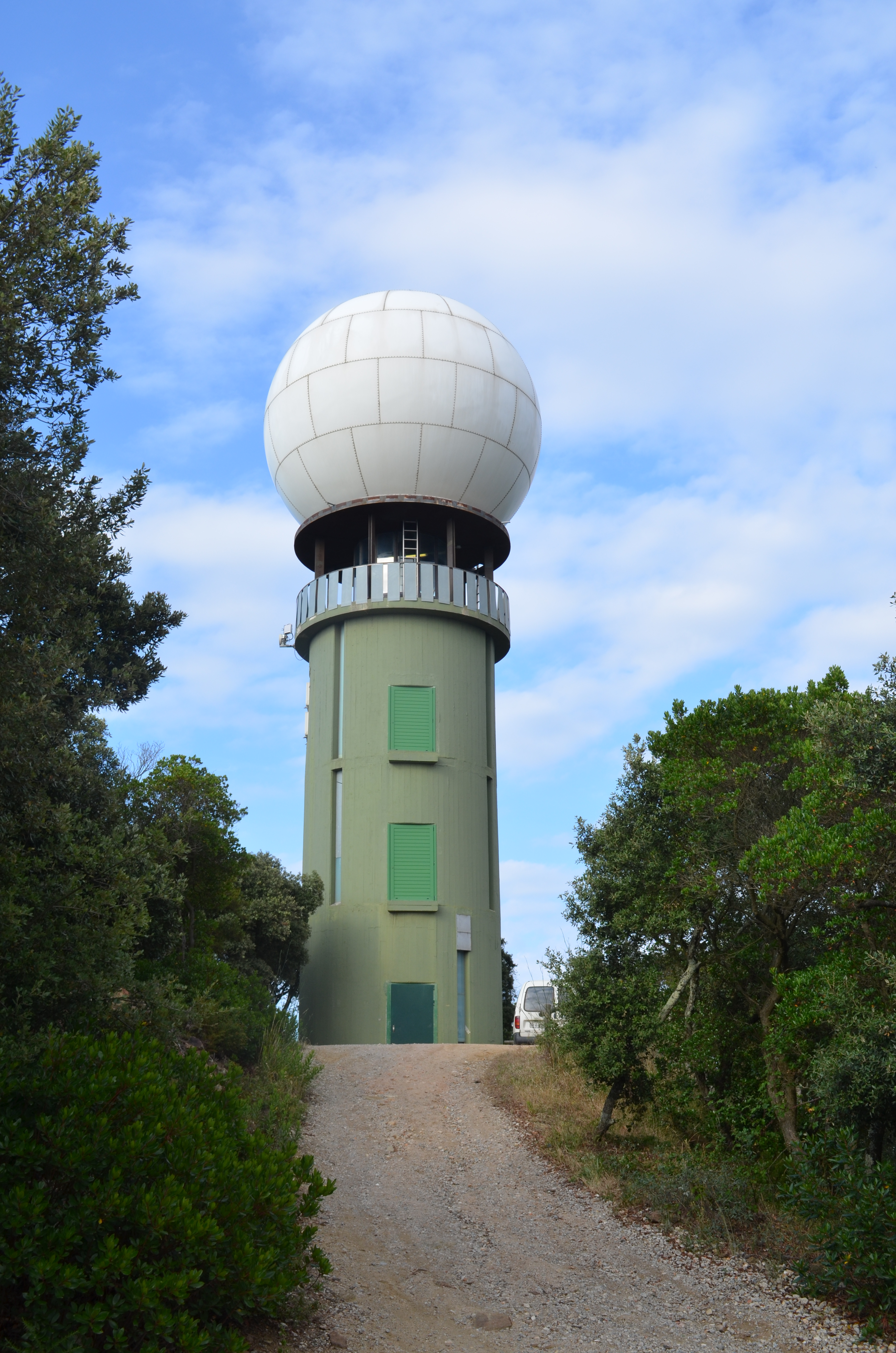
Wetterradarturm
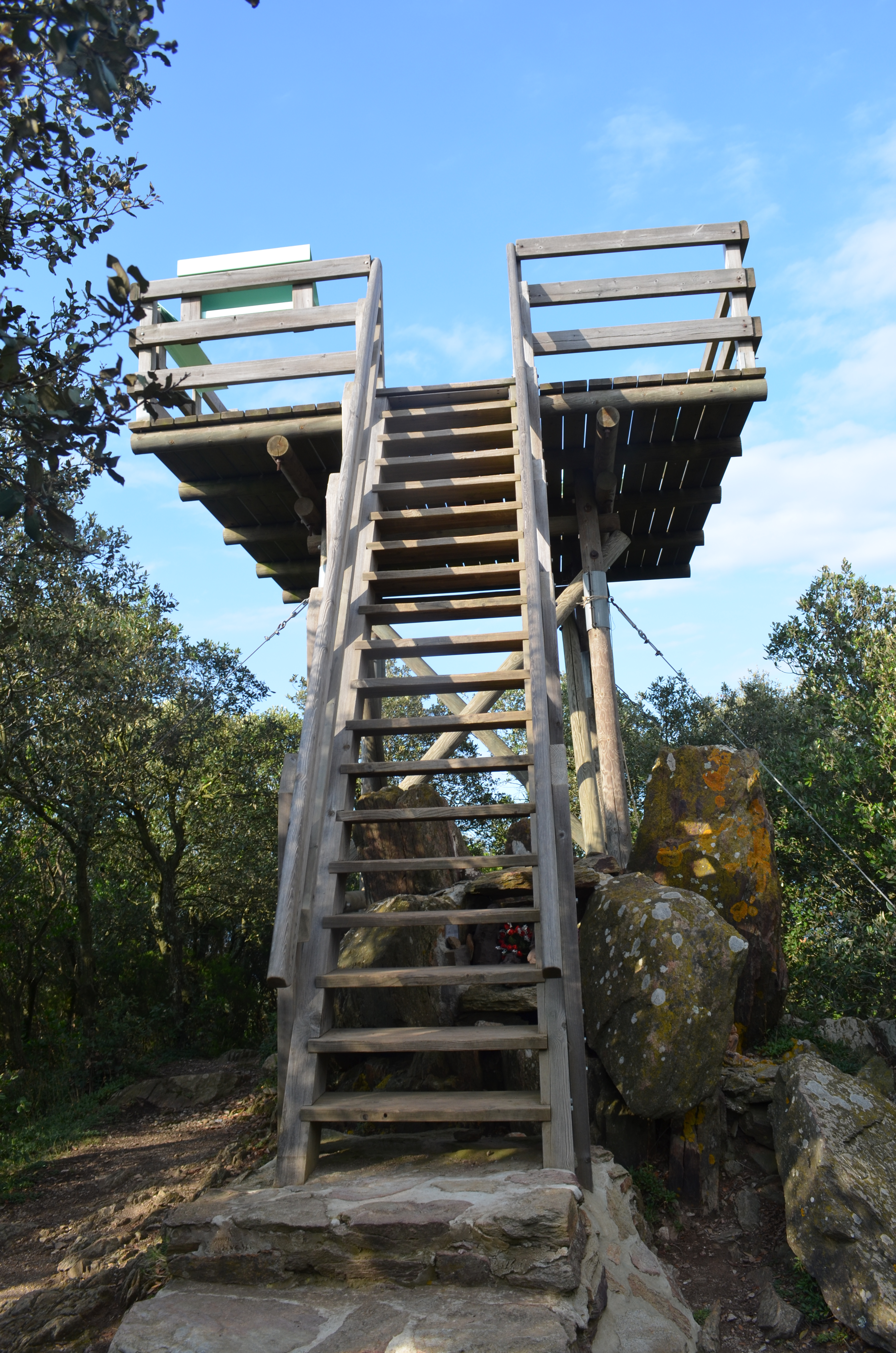
Aussichtsturm
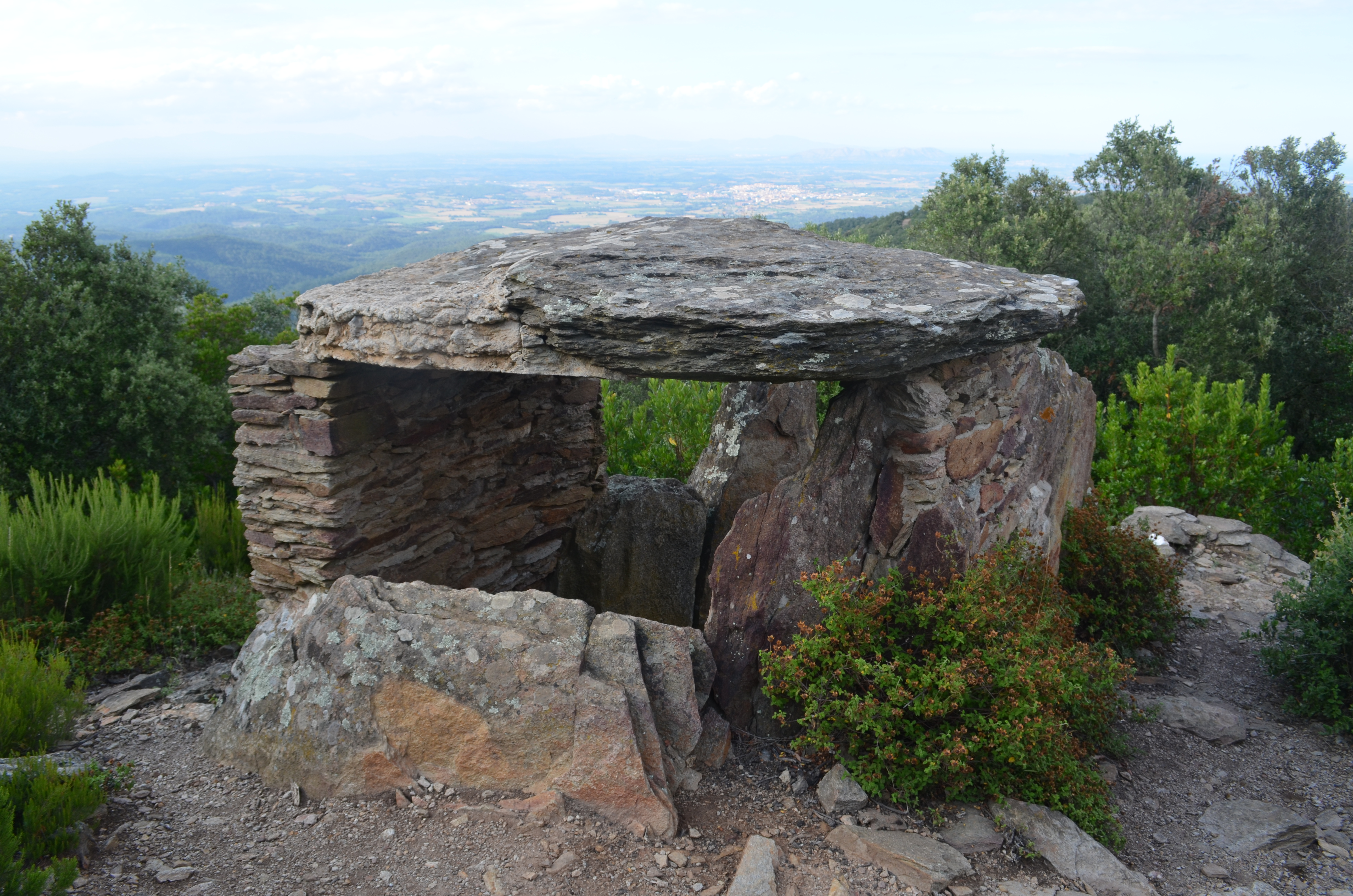
Dolmen